# Pomnik Pawła Edmunda Strzeleckiego na Łazarzu w Poznaniu
Pomnik Pawła Edmunda Strzeleckiego na Łazarzu w Poznaniu – pomnik podróżnika, geologa, geografa, badacza i odkrywcy Pawła Edmunda Strzeleckiego, usytuowany przy ul. Błażeja Winklera na Łazarzu w Poznaniu.

## Opis
Pomnik odsłonięto 6 października 2003 przy Zespole Szkół nr 8 w Poznaniu, który tworzyły wówczas: Gimnazjum nr 53 im. Pawła Edmunda Strzeleckiego, Szkoła Podstawowa nr 69 im. Jarogniewa Drwęskiego (Szkoła Mistrzostwa Sportowego) i Przedszkole nr 90 im. Jana Brzechwy. Pomnik tworzy obelisk o wysokości ponad dwóch metrów, na którym umieszczono około metrowej wysokości miniaturę, która jest wierną kopią pomnika Pawła Edmunda Strzeleckiego stojącego od 1988 roku w australijskiej miejscowości Jindabyne położonej w Nowej Południowej Walii. Autorem pomnika jest rzeźbiarz Jerzy Sobociński.